# Belle Isle Castle
Belle Isle Castle ist ein Schloss auf Belle Island beim Dorf Lisbellaw im nordirischen County Fermanagh. Das Anwesen erstreckt sich über 190 Hektar. Belle Isle Castle entstand Anfang des 17. Jahrhunderts als einzelnes Haus, wurde aber seither erweitert und vollständig restauriert. Es dient heute als Touristenattraktion, Hotel und wird für Hochzeiten genutzt. Dort findet sich auch eine Kochschule. Seit Anfang des 17. Jahrhunderts gehörte das Anwesen verschiedenen Adligen – darunter Ralph Gore, 1. Earl of Ross –, die es auch bewohnten und erweiterten. Das Anwesen war stets öffentlich zugänglich, seit 1760 dort die ersten Veranstaltungen stattfanden. 1991 wurde das Schloss vollständig restauriert, damit es noch mehr Besucher besichtigen können. Im Schloss findet sich eine Galerie, ein Aussichtsturm, ein Schlosshof und eine Banketthalle. In der Remise und in verschiedenen Bauernhöfen auf dem Anwesen wurden Übernachtungsmöglichkeiten geschaffen, die den Gästen alle einzigartige Räume in unterschiedlichen Stilen bieten. Auf dem Anwesen finden sich englische und irische Innenausstattungen, ein offener Kamin, Arbeiten von russischen, irischen und englischen Malern und ein Panoramafenster zum Garten, das vom Boden bis zur Decke reicht und bereits im 18. Jahrhundert installiert wurde.

## Geschichte
Belle Isle Castle wurde um 1700 im Auftrag von Sir Ralph Gore, 4. Baronet, als Einzelhaus erstellt und von ihm auch bewohnt, nachdem sein Großvater, Sir Paul Gore, 1. Baronet, Belle Island erworben hatte. Sir Ralph Gore, 6. Baronet, der Enkel des Erbauers, wurde 1725 in diesem Haus geboren und ließ es Zeit seines Lebens erweitern, indem er Bauernhöfe und den Turm hinzufügen und mit Hilfe des Architekten Thomas Wright den großartigen Garten anlagen ließ, der sich über das Anwesen bis zum Ufer des Lough Erne erstreckt. Nach Gores Tod 1801 fiel das nun erweiterte Schloss an sein einzig überlebendes Kind, Lady Mary Hardinge, der Gattin von Sir Richard Hardinge, 1. Baronet.
Nach Lady Hardinges Tod 1824 und dem Tod ihres Gatten zwei Jahre später erbte der Neffe des Paares, Rev. Sir Charles Hardinge, 2. Baronet aus Tonbridge in Kent das Schloss, hatte aber kein Interesse daran. 1830 verkaufte er das Anwesen für £ 68000 an Rev. John Grey Porter aus Kilskeery, dessen Nachkommen es bis 1991 in ihrem Besitz hatten. In dieser Zeit ließen die Porters das Schloss nochmals erweitern, indem sie etliche Büroflügel und Bauernhöfe hinzufügen ließen. 1991 verkaufte ein Nachkomme der Porters, Miss Lavinia Baird, das Anwesen an James Hamilton, 5. Duke of Abercorn, der es für seinen jüngsten Sohn, Lord Nicholas Hamilton kaufte. Die Familie Hamilton machte das Schloss zur Touristenattraktion, die es heute ist.

## Anwesen
Hinter dem Schloss öffnete 2004 die Belle Isle Cookery School, die erste moderne Kochschule Nordirlands, ihre Pforten.
Außerdem gibt es für die Gäste Möglichkeiten zum Schießen, Segeln und Wandern auf dem Anwesen.